# Disputanta (Virginie)
Disputanta est une census-designated place située dans le comté de Prince George, dans l’État de Virginie, aux États-Unis. Lors du recensement de 2020, elle comptait 373 habitants.